# Бортник, Александр Иванович
Алекса́ндр Ива́нович Бо́ртник (настоящее имя — Санду Ион Бортник; 28 мая 1959, Тирасполь — 5 марта 2018, Новосибирск) — российский скульптор и педагог, член Союза художников России.

## Биография
Александр Иванович Бортник родился 28 мая 1959 года в Тирасполе (Молдавская ССР).
В 1981—1985 годах учился в ЛХУ имени В. А. Серова, в 1991 году окончил ЛВХПУ имени В. И. Мухиной.
С 1994 года жил в Новосибирске. В 1995—2004 годах преподавал скульптуру в НГХУ.
С 2000 года был организатором и участником новосибирских симпозиумов каменной, деревянной и снежной скульптуры.
В 2003 году стал председателем Новосибирской городской творческой общественной организации «Артель».
Умер 5 марта 2018 года. Похоронен на Заельцовском кладбище (квартал 103).

## Произведения
- Памятник академику Е. Н. Мешалкину (2003, Новосибирск)
- Памятник Н. К. Кольцову (2004, Кольцово, Новосибирская область)
- Мемориал «Древо жизни» (2005, Кольцово, Новосибирской область)
- Бюст Ф. М. Достоевскому (2008, Новосибирск)
- Бюст Н. В. Гоголю (2009, Новосибирск)
- Бюст И. А. Крылову (2010, Новосибирск)
- Памятник «Гимн Учителю» (2010, Новосибирск)
- Декоративные рельефы в технопарке (2011, Новосибирск)

## Участие в выставках
- «Скульптура малых форм» (1982, Ленинград, Москва)
- «Осенний салон» (1998, Санкт-Петербург)
- «Москва — Петербург» (1999, Москва, Санкт-Петербург)
- «1000-летие крещения Руси» (2000, Москва)
- «Внутренняя Азия» (2001, Новосибирск — Алматы — Бишкек — Санкт-Петербург)
- «Сто художников Сибири» (2003, Новокузнецк)
- «Сибирь» (2003, Иркутск)
- «Россия» (2004, Москва)
- «Прогулка по Венеции» (2006, Новосибирск)
- «Внутренняя Азия» (2006, Иматра, Финляндия)
- «Сибирь» (2008, Новосибирск)
- «Красный проспект» (2011, Новосибирск)
- «Проспект Мира — Красный проспект» (2012, Красноярск)
- «Сибирь» (2013, Омск)

## Персональные выставки
Персональные выставки Александра Бортника проходили в 1992 (Санкт-Петербург), 1993 и 2012 (Новосибирск) годах.

## Награды
- Благодарность Президента Российской Федерации (30 апреля 2014 года) — за достигнутые трудовые успехи, значительный вклад в социально-экономическое развитие Российской Федерации, заслуги в гуманитарной сфере, многолетнюю добросовестную работу и активную общественную деятельность[3].